# Tetramesa poacola
Tetramesa poacola är en stekelart som först beskrevs av Charles Joseph Gahan 1922.  Tetramesa poacola ingår i släktet Tetramesa och familjen kragglanssteklar. Inga underarter finns listade i Catalogue of Life.